# Llista d'obres de Picasso 1931–1940
Llista no raonada d'obres de Pablo Picasso realitzades entre 1931 i 1940:
- Still Life on Pedestal Table - 1931
- Figures by the Sea - 1931
- Woman with yellow Hair - 1931
- Girl before a Mirror - 1932[1]
- Woman with Book - 1932
- La Lecture - 1932
- Le Rêve - 1932
- Nude, Green Leaves and Bust – 1932
- The Red Armchair - 1933
- The Rooster - 1933
- Woman with a vase - 1933
- Seated Midel & Sculptor Studying Sculptured Head - 1933
- Minotaur Kneeling over Sleeping Girl - 1933
- Bullfight - 1934
- Dying Bull - 1934
- Girl Reading at a Table - 1934
- The Studio - 1934 (oil and enamel on canvas, 5' 1/3" × 4' 1/4", collection of the Metropolitan Museum of Art)
- The Muse - 1935
- Minotauromachy - 1935
- Minotaur Moving - 1936
- Portrait of Marie-Therese Walter - 1937
- Lee Miller - 1937
- The Dream and Lie of Franco - 1937
- Guernica - 1937
- The Weeping Woman - 1937
- The Bathers - 1937
- Woman in Hat and Fur Collar - 1937
- The Artist Before His Canvas - 1938
- Girl With A Boat - 1938
- Man with a lollipop -1938
- Woman with a Hairnet - 1938
- Maya in a Sailor Suit - 1938
- Maya with Doll - 1938 (owned by Diana Widmaier Picasso)
- The Lincoln - 1939
- La Beautiful - 1939
- Seated Woman with Star-Patterned Dress - 1939
- "Head of Bull" - 1940